# Rabha El Haymar
Rabha El Haymar, en arabe : رابحة الحيمر, est une activiste marocaine qui milite pour les droits des enfants illégitimes. Un film de Dorothy Perkin sur sa campagne a été diffusé à la télévision marocaine et la reconnaissance qui en résulte lui vaut d'être reconnue comme femme internationale de courage en 2024. 

## Biographie
Rabha El Haymar n'est pas mariée lorsqu'elle devient mère et cette naissance est en dehors des normes sociétales alors en vigueur au Maroc. Le code de la famille connu sous le nom de Moudawana renforce le patriarcat dans le pays. Son enfant n'aurait pas bénéficié des mêmes droits qu'un enfant dont les parents sont mariés. Rabha El Haymar entreprend de remédier à cette situation, ce qui est encouragé par le code de la famille marocain de 2004 introduit par le roi Mohammed VI.
L'histoire des luttes de Rabha El Haymar est filmée par Dorothy Perkin et l'œuvre qui en résulte est intitulée Bâtards. Après la diffusion du documentaire à la télévision marocaine, il attire l'attention nationale et internationale sur les droits des enfants marocains nés de parents non mariés.
L'action de Rabha El Haymar et sa volonté de s'affirmer en tant que mère célibataire font  que le 4 mars 2023 elle se voit décerner le prix international de la femme de courage.